# Вовкове (Березівський район)
Вовкове́ — село Коноплянської сільської громади в Березівському районі Одеської області в Україні. Населення становить 129 осіб.

## Історія
Село Ной-Лібенталь засноване у 1872 році німецькими переселенцями із лібентальських колоній (нині селище Великодолинське і село Малодолинське).

## Населення
Згідно з переписом 1989 року населення села становило 159 осіб, з яких 71 чоловік та 88 жінок.
За переписом населення 2001 року в селі мешкало 129 осіб.

### Мова
Розподіл населення за рідною мовою за даними перепису 2001 року:
| Мова       | Відсоток |
| ---------- | -------- |
| українська | 62,02 %  |
| молдовська | 36,43 %  |
| російська  | 0,78 %   |

## Місцеве самоврядування
- Коноплянська сільська громада (67220, Одеська область, Іванівський район, с. Конопляне, вул. Перемоги, 152) (з 2016)

### Колишні органи
- Джугастрівська сільська рада (67221, Одеська область, Іванівський район, с. Джугастрове)
- Калинівська сільська рада (67221, Одеська область, Іванівський район, с. Калинівка, вулиця 30-річчя Перемоги, 8)

## Відомі уродженці
- Епіфаній (Думенко) — митрополит Київський і всієї України, предстоятель Православної церкви України.
- Ервін Ведель (1926-2018) — німецький славіст, русист.